# Franz Naegele

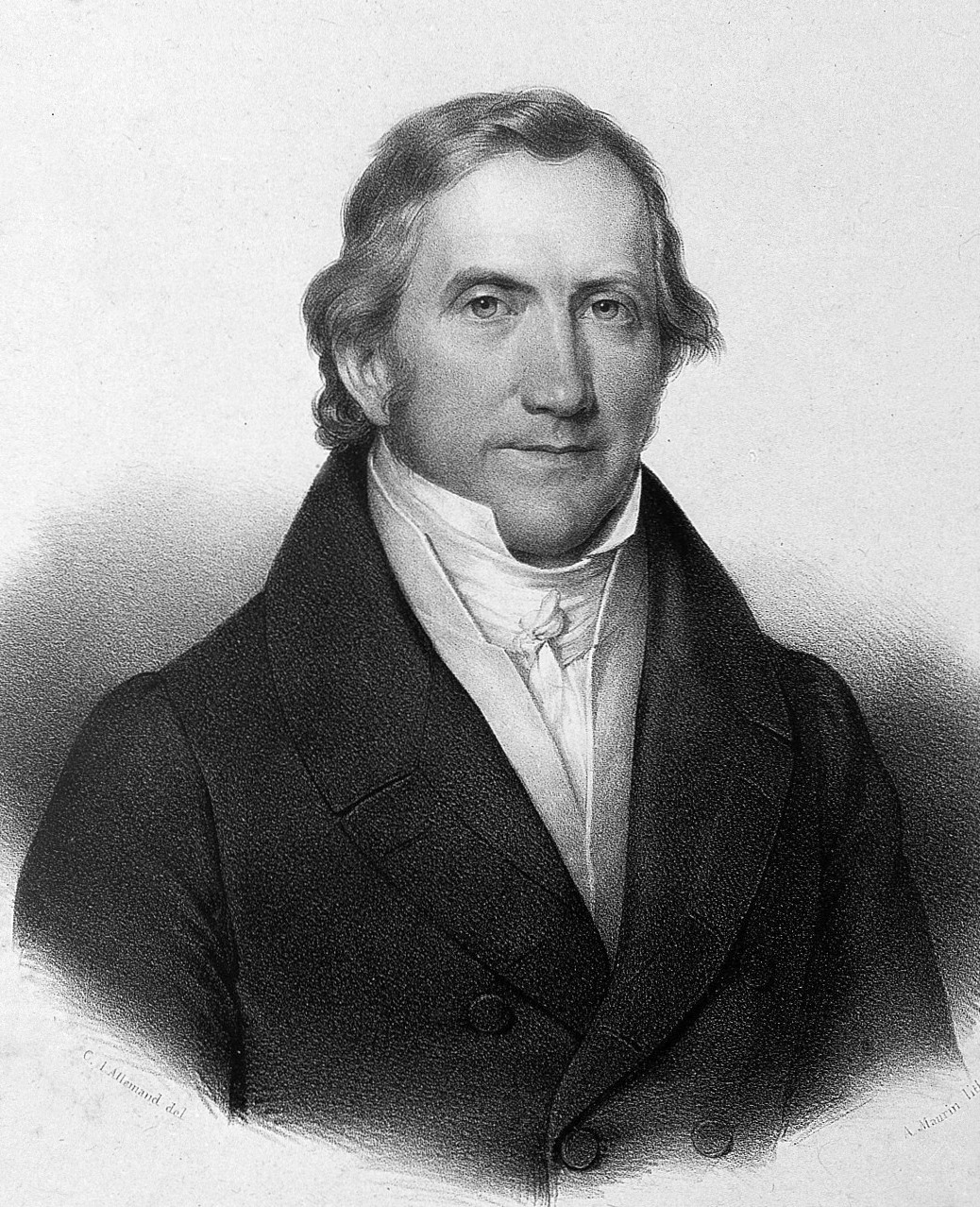
Franz Naegele

Franz Karl Joseph Naegele – auch Franz Carl Nägele – (getauft am 12. Juli 1778 in Düsseldorf; † 21. Januar 1851 in Heidelberg) war ein deutscher Arzt und Geburtshelfer sowie Professor der Geburtshilfe in Heidelberg, der sich um 1819 unter anderem mit dem Geburtsmechanismus beschäftigte.

## Leben
Franz Karl Naegeles Vater war Joseph Naegele (1741–1813), ein kurpfalzisch-bayerischer Stabschirurg und Lehrer der Anatomie und Chirurgie an der militärärztlichen Schule in Düsseldorf. Seine Mutter war dessen Ehefrau Magdalena Winter († 1807).
Franz Naegele wurde nach seinem Medizinstudium in Straßburg und Freiburg/Brsg. mit anschließender Promotion 1805 in Bamberg zunächst praktischer Arzt in Barmen, Elberfeld und Beyenburg. Hier interessierte er sich vor allem für die soziale Frage und die Armenpflege. 1807 wurde er außerordentlicher und 1810 ordentlicher Professor der Geburtshilfe in Heidelberg. Im selben Jahr übernahm er den Unterricht für die Hebammen im Neckarkreis. 1813 wurde er mit dem offiziellen Titel des Oberhebearztes des Neckar-, Main- und Tauberkreises bedacht. Im Jahr 1838 übergab er diese Funktion an seinen Sohn Franz Josef Naegele.
Auf ihn geht die Naegele-Regel zur Errechnung des Geburtstermins zurück, eine Form der Beckendeformität, das schräg verengte Becken, das das Gebären auf natürlichem Weg erschwert, trägt seinen Namen, der vordere Asynklitismus wird im Deutschen auch Naegele-Obliquität genannt.
Nägele sprach sich dafür aus, unkomplizierte Entbindungen den Hebammen zu überlassen und nur im Notfall operativ einzugreifen. Dafür entwickelte er die »Naegel'sche Zange«. Er führte auch Phantomübungen als tägliches Übungsprogramm für Hebammenschülerinnen und Medizinstudierende ein.
Naegele war Mitherausgeber der von Heidelberger Universitätsprofessoren herausgegebenen medizinischen Fachzeitschrift Heidelberger klinische Annalen (ab 1835 Heidelberger medicinische Annalen).

## Familie
Er heiratete im Jahr 1806 Johanna Maria Anna May (1784–1857) eine Tochter des Professors der Medizin Franz Anton Mai (1742–1814). Das Paar hatte fünf Kinder, darunter Hermann Naegele (1810–1851), Professor für Medizin in Heidelberg.

## Schriften (Auswahl)
- Beytrag zu einer naturgeschichtlichen Darstellung der krankhaften Erscheinung am thierischen Körper, welche man Entzündung nennt, und ihre Folgen. Dänzer, Düsseldorf 1804. Digitalisierte Ausgabe der Universitäts- und Landesbibliothek Düsseldorf
- Erfahrungen und Abhandlungen aus dem Gebiethe der Krankheiten des weiblichen Geschlechtes. Tobias Loeffler, Mannheim 1812 (Volltext in der Google-Buchsuche).
- Schilderung des Kindbettfiebers, welches vom Juni 1811 bis zum April 1812 in der Großherzoglichen Entbindungsanstalt zu Heidelberg geherrschet hat, Verlag Mohr und Zimmer Heidelberg 1812. Nägele: Schilderung des Kindbettfiebers.
- Über den Mechanismus der Geburt. Heidelberg 1822 (Volltext in der Google-Buchsuche).
- Das Weibliche Becken: betrachtet in Beziehung auf seine Stellung und die Richtung seiner Höhle: nebst Beyträgen zur Geschichte der Lehre von den Beckenaxen. Chr. Fr. Müller, Karlsruhe 1825 (Volltext in der Google-Buchsuche).
- Katechismus der Hebammenkunst: als Anhang zu seinem Lehrbuche der Geburtshülfe für die Hebammen : für Lehrende und Lernende. 3. Auflage. J.C.B. Mohr, Heidelberg 1836 (Volltext in der Google-Buchsuche).
- Joseph Alexis Stoltz, Franz Karl Naegele. „Ein Briefwechsel zwischen Joseph Alexis Stoltz und Franz Carl Naegele der XIII.: Versammlung der deutschen Gesellschaft für Gynäkologie 2.-5. Juni 1909 zum Empfang gewidmet von der Universitätsfrauenklinik Straßburg I. Els“. Deutsche Gesellschaft für Gynäkologie. J.H. Heitz, 1909

## Ehrungen
- Ärztetags-Sonderstempel zum 104. Deutschen Ärztetag